# FC BFV
Football Club Banky Fampadrosoana ny Varotra de Antananarivo w skrócie FC BFV – madagaskarski klub piłkarski z siedzibą w Antananarywie, występujący niegdyś w pierwszej lidze madagaskarskiej.

## Sukcesy
- I liga[1]:
  - mistrzostwo (1):  1996.

- Puchar Madagaskaru[2]:
  - zwycięstwo (2):  1988, 1990.

## Występy w afrykańskich pucharach
| Sezon | Rozgrywki                 | Runda       | Kraj     | Klub                        | Dom | Wyjazd | Dwumecz |
| ----- | ------------------------- | ----------- | -------- | --------------------------- | --- | ------ | ------- |
| 1989  | Puchar Zdobywców Pucharów | 1           | Zimbabwe | Dynamos FC                  | 1–0 | 1–1    | 2–1     |
| 1989  | Puchar Zdobywców Pucharów | 2           | Zambia   | Power Dynamos FC            | 3–1 | 1–2    | 4–3     |
| 1989  | Puchar Zdobywców Pucharów | ćwierćfinał | Algieria | USK Algier                  | –   | 1–3    | 1–3     |
| 1989  | Puchar Zdobywców Pucharów | półfinał    | Nigeria  | Bendel United FC            | 0–0 | 1–4    | 1–4     |
| 1991  | Puchar CAF                | 1           | Uganda   | KCCA FC                     | 1–0 | 1–3    | 2–3     |
| 1997  | Puchar Mistrzów           | wstępna     | Seszele  | St Michel United FC         | 2–1 | 3–0    | 5–1     |
| 1997  | Puchar Mistrzów           | 1           | Mozambik | Clube Ferroviário de Maputo | 0–1 | 1–4    | 1–5     |

## Stadion
Domowe mecze klub rozgrywa na stadionie o nazwie Stade Municipal de Mahamasina w Antananarywie, który może pomieścić 20000 widzów.